# Claudio López
Claudio Javier López, född 17 juli 1974, är en argentinsk före detta fotbollsspelare (anfallare) som under andra hälften av 90-talet spelade för Valencia CF i La Liga. Sedan värvades han av SS Lazio i Serie A där han spelade fram till 2004. Senaste klubben han spelade för var Colorado Rapids i Major League Soccer.
Han har också representerat Argentina vid 58 tillfällen och deltagit i VM 1998 samt VM 2002. Han fanns även med när Argentina vann silver under olympiska sommarspelen 1996.